# Stazione di Baltimora Pennsylvania
La stazione di Baltimore Pennsylvania (in inglese Baltimore Pennsylvania Station o colloquialmente Penn Station) è la principale stazione ferroviaria di Baltimora, Maryland, Stati Uniti.

## Movimento
La stazione è servita dalla linea Penn del servizio ferroviario suburbano Maryland Area Regional Commuter.